# Брахвиц
Брахвиц (њем. Brachwitz) општина је у њемачкој савезној држави Саксонија-Анхалт. Једно је од 29 општинских средишта округа Зале. Према процјени из 2010. у општини је живјело 990 становника. Посједује регионалну шифру (AGS) 15088055, NUTS (DEE0B) и LOCODE (DE BCW) код.

## Географски и демографски подаци
Брахвиц се налази у савезној држави Саксонија-Анхалт у округу Зале. Општина се налази на надморској висини од 99 метара. Површина општине износи 8,3 km². У самом мјесту је, према процјени из 2010. године, живјело 990 становника. Просјечна густина становништва износи 119 становника/km².

## Међународна сарадња
| Мјесто | Држава   | Врста сарадње | Од    |
| ------ | -------- | ------------- | ----- |
| Гминд  | Аустрија | контакт       | 2000. |
| Извор  |          |               |       |